# Izabela Dylewska
Izabela Dylewska-Światowiak (Nowy Dwór Mazowiecki, 16 de março de 1968) é uma ex-canoísta de velocidade polaca na modalidade de canoagem.

## Carreira
Foi vencedora das medalhas de bronze em K-1 500 m em Seul 1988 e em Barcelona 1992.